# John Armstead
John Armstead (Ennistymon, 15 febbraio 1944) è un attore e artista marziale irlandese.

## Biografia
Armstead nasce in un piccolo paese dell'Irlanda, Ennistymon. A Londra intraprende nel 1961 dal sifu L. Thomas – maestro in Gran Bretagna, e diretto discepolo del Gran Master Ky Tomatashi – uno stile di kung fu dell'isola Okinawa, in Giappone. Nel 1971 si trasferisce a Roma, e inizia diversi corsi di kung fu/karate in una palestra di judo nel quartiere di Monte Mario. Ha poi scritto un manuale dove illustrava le mosse con molte foto in bianco e nero scattate a Villa Borghese. È stato il primo maestro di molti futuri atleti professionisti della kickboxing, come il campione del mondo Massimo Liberati, Paolo Liberati e Mario Carella; i quali iniziarono giovanissimi a partecipare nelle prime gare nazionali di American full contact karate, proprio nel team di John Armstead. 
Ha pubblicato due libri sul kung fu, il primo nel 1975 e il secondo nel 1983 (Edizioni Mediterranee). Nel 1993 ha girato il video La grande scuola delle Arti Marziali - Kung Fu e difesa personale (Edizioni Eagle Pictures). Dal 1984 in poi è comparso in numerosi film con noti attori fra cui Alberto Sordi, Paolo Villaggio e Christian De Sica.
Oggi vive ed allena a Roma.

## Filmografia parziale
- Voglia di volare, regia di Pier Giuseppe Murgia – miniserie TV (1984)
- Troppo forte, regia di Carlo Verdone (1986)
- Il caso Moro, regia di Giuseppe Ferrara (1986)
- Interzone, regia di Deran Sarafian (1987)
- Kafka - La colonia penale, regia di Giuliano Betti (1988)
- I ragazzi della 3ª C, regia di Claudio Risi – serie TV (1988)
- Errore fatale – serie TV (1988)
- Big Man – serie TV (1988)
- Fatal Temptation, regia di Beppe Cino (1988)
- Sei delitti per padre Brown, regia di Vittorio De Sisti – miniserie TV (1988)
- Classe di ferro – serie TV (1989)
- Mal d'Africa, regia di Sergio Martino (1990)
- Miliardi, regia di Carlo Vanzina (1991)
- Le comiche 2, regia di Neri Parenti (1991)
- Nostalgia di un piccolo grande amore, regia di Antonio Bonifacio (1991)
- Kreola, regia di Antonio Bonifacio (1993)
- Delitto passionale, regia di Flavio Mogherini (1994)
- Io no spik inglish, regia di Carlo Vanzina (1995)
- Banzai, regia di Carlo Vanzina (1997)
- La leggenda del pianista sull'oceano, regia di Giuseppe Tornatore (1998)
- Body Guards - Guardie del corpo, regia di Neri Parenti (2000)
- La guerra è finita, regia di Lodovico Gasparini – miniserie TV (2002)
- The Mark – Il segno della vendetta, regia di Mariano Equizzi (2003)
- Caribbean Basterds, regia di Enzo G. Castellari (2010)

## Doppiatori italiani
- Rodolfo Bianchi in Fatal Temptation
- Renato Cortesi in Le comiche 2
- Massimo Lopez in Banzai
- Mario Zucca in The Mark - Il segno della vendetta